# Северный (Новосибирск)
Северный — жилой микрорайон в Калининском районе Новосибирска.
С западной стороны микрорайон ограничен взлётно-посадочной полосой аэропорта Северный, а с востока — гаражными комплексами и территорией завода «Север». Основную застройку района составляет частный сектор, по состоянию на 2019 год в микрорайоне построено около 20 многоквартирных домов.

## История
Посёлок был основан в 1931 году, как совхоз № 1 НКВД. На момент основания в посёлке проживали шесть семей, затем сюда начали прибывать выселенные с Поволжья немцы, и бывшие политические заключённые.
В 1957 году совхоз НКВД был расформирован, а на его месте началось строительство рабочего посёлка для работников Новосибирского завода химконцентратов, завода «Север», завода № 55, завода «Экран» и предприятия «Сибакадемстрой». К тому времени, у посёлка появилось неформальное название «Кулацкий». В июне 1957 года посёлок был включён в черту города уже под названием «Северный».

## Инфраструктура
По состоянию на ноябрь 2019 года на территории микрорайона действует одна школа (СОШ № 103), один детский сад (№ 510) и одна поликлиника (№ 29).
В начале 2020 года открылся деревянный православный храм во имя святого великомученика Георгия Победоносца.

### Улицы
Улицы микрорайона: ул. Бобруйский переулок, ул. Бунина, ул. Генераторная, ул. Декоративная, ул. Игарская, ул. Илимская, ул. Карельская, ул. Ковалевского, ул. Новаторский переулок, ул. Новаторский 1-й переулок, ул. Новочеркасская, ул. Окружная, ул. Оптическая, ул. Полежаева, ул. Пятигорская, ул. Рекордный переулок, ул. Рекордный 1-й переулок, ул. Саянская, ул. Сельскохозяйственная, ул. Сельскохозяйственный переулок, ул. Ставского, ул. Сухановская, ул. Тагильская, ул. Тайшетская, ул. Тамбовская, ул. Фадеева, ул. Фадеева 2-й переулок, ул. Ферганская, ул. Целинная,  ул. Шаляпина, ул. Электронная, ул. Электронный 1-й переулок, ул. Электронный 2-й переулок, ул. Электронный 3-й переулок, ул. Электронный 4-й переулок, ул. Электронный 5-й переулок, ул. Электронный 6-й переулок.